# Cerkiew Narodzenia Najświętszej Maryi Panny w Zawadce Rymanowskiej
Cerkiew Narodzenia Bogurodzicy w Zawadce Rymanowskiej – dawna parafialna cerkiew greckokatolicka, wzniesiona z drewna w 1855.
Po wysiedleniu miejscowej ludności łemkowskiej w latach 1945-1947, cerkiew została przejęta przez kościół rzymskokatolicki i była wykorzystywana jako kościół dojazdowy parafii w Jasionce. W 1968 Zawadka weszła w skład nowo erygowanej parafii Chrystusa Króla w Trzcianie-Zawadce obsługiwanej przez oo. bernardynów z Dukli, a cerkiew pełni funkcję kościoła filialnego.  

## Historia
Pierwsza cerkiew w Zawadce Rymanowskiej została wzniesiona najprawdopodobniej w ostatniej dekadzie XVI w.. Obecna pochodzi z 1855. Jej budowniczym był majster o nazwisku Bujakowskij. Starą cerkiew rozebrano, pozostawiając jednak murowane, istniejące do dzisiaj prezbiterium. W 1902 na cerkwi wymieniono pokrycia dachowe z gontowego na blaszane, a na terenie cmentarza cerkiewnego postawiono wolnostojącą, słupową dzwonnicę. W 1931 była remontowana. Artysta W. Buczkowski odnowił i uzupełnił ikonostas i namalował polichromię figuralną. W latach 1977–1983 była ponownie remontowana, część oryginalnej dekoracji wnętrza zakryła wówczas boazeria, wymieniono poszycie gontowe ścian oraz wymieniono tynki na murowanej kaplicy. Podczas kolejnych remontów: w 2005 wymieniono pokrycie dachów i hełmów na blachę miedzianą;  w 2008 wyremontowano posadowienie cerkwi; 2009 wykonano kanalizację deszczową i chodnik wokół obiektu oraz w 2011 poddano remontowi kaplicę.

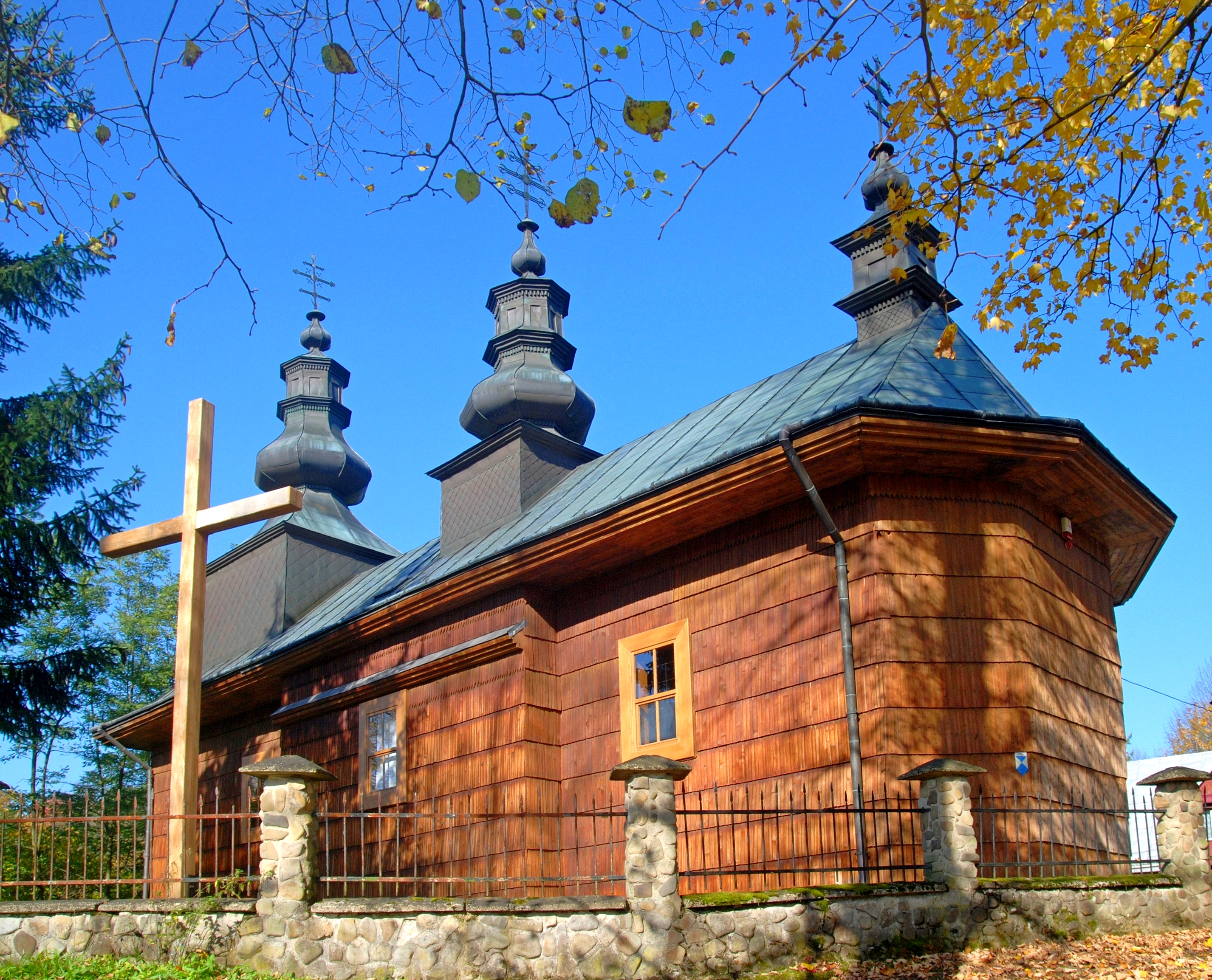
Elewacja południowo-wschodnia
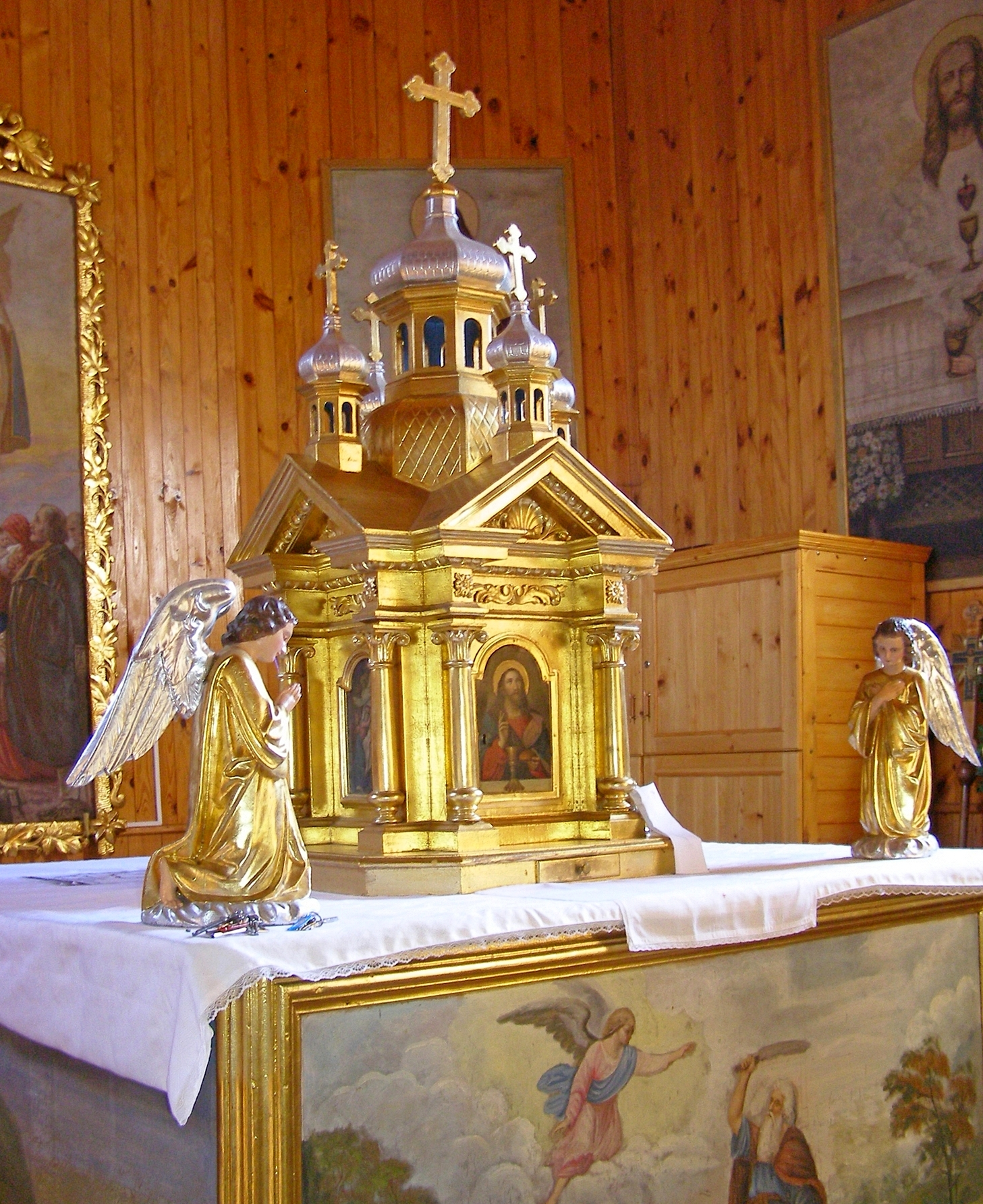
Pozłacane tabernakulum na mensie ołtarzowej
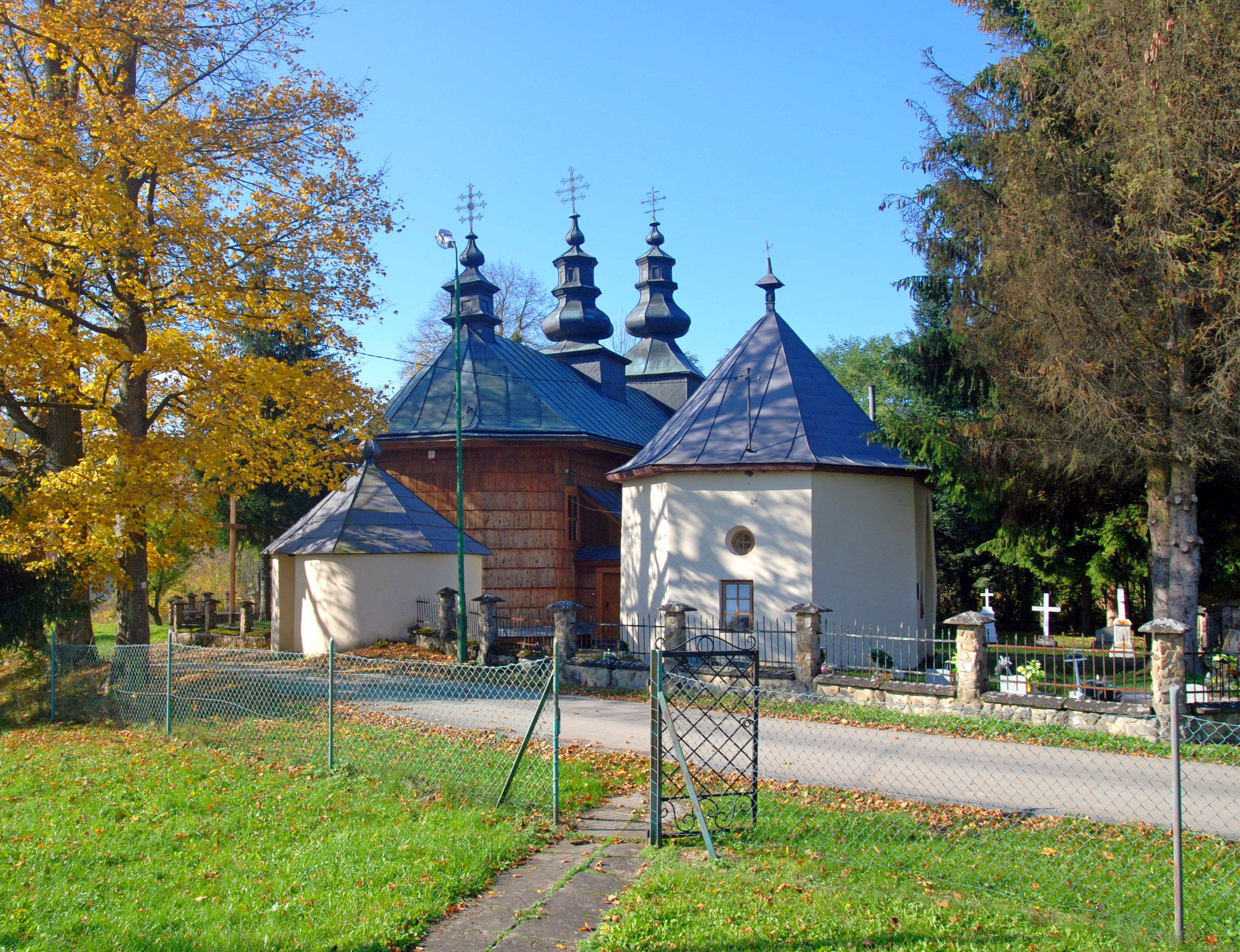
Widok od strony wschodniej

## Architektura  i wyposażenie
Cerkiew w Zawadce Rymanowskiej jest budowlą trójdzielną, orientowaną, o konstrukcji zrębowej. Jest wyraźnie podzielona na przedsionek, nawę i pomieszczenie ołtarzowe, przy czym wszystkie te części wznoszą się na tę samą wysokość, zaś nawa jest szersza od pozostałych. Dach posiada jedną kalenicę, jest dwuspadowy, kryty blachą. Nad przedsionkiem wznosi się wieża o konstrukcji słupowej, nad nawą i prezbiterium niewielkie hełmy. 
We wnętrzu z dawnej cerkwi zachował się osiemnastowieczny pięciokondygnacyjny ikonostas z ikonami W. Buczkowskiego (z 1931, poza tym cztery wizerunki z pierwotnego ikonostasu), ściany pokrywa polichromia wykonana przez tego samego autora. Na ścianie wschodniej znajduje się malowidło przedstawiające Adorację Bogurodzicy autorstwa Romana Isajczyka. W sanktuarium ołtarz główny z pozłacanym tabernakulum w kształcie świątyni na planie krzyża greckiego. Późnobarokowa ambona (około 1700) pochodzi z rozebranego na początku lat 20. XX w. kościoła w Lubatowej.

## Otoczenie
Obok cerkwi znajdowała się drewniana dzwonnica wybudowana na przełomie XIX i XX w., którą w rozebrano i zastąpiono w 1983 nową konstrukcji metalowej. W 1983 rozebrano również ogrodzenie (murek) cmentarza cerkiewnego z łamanego kamienia.

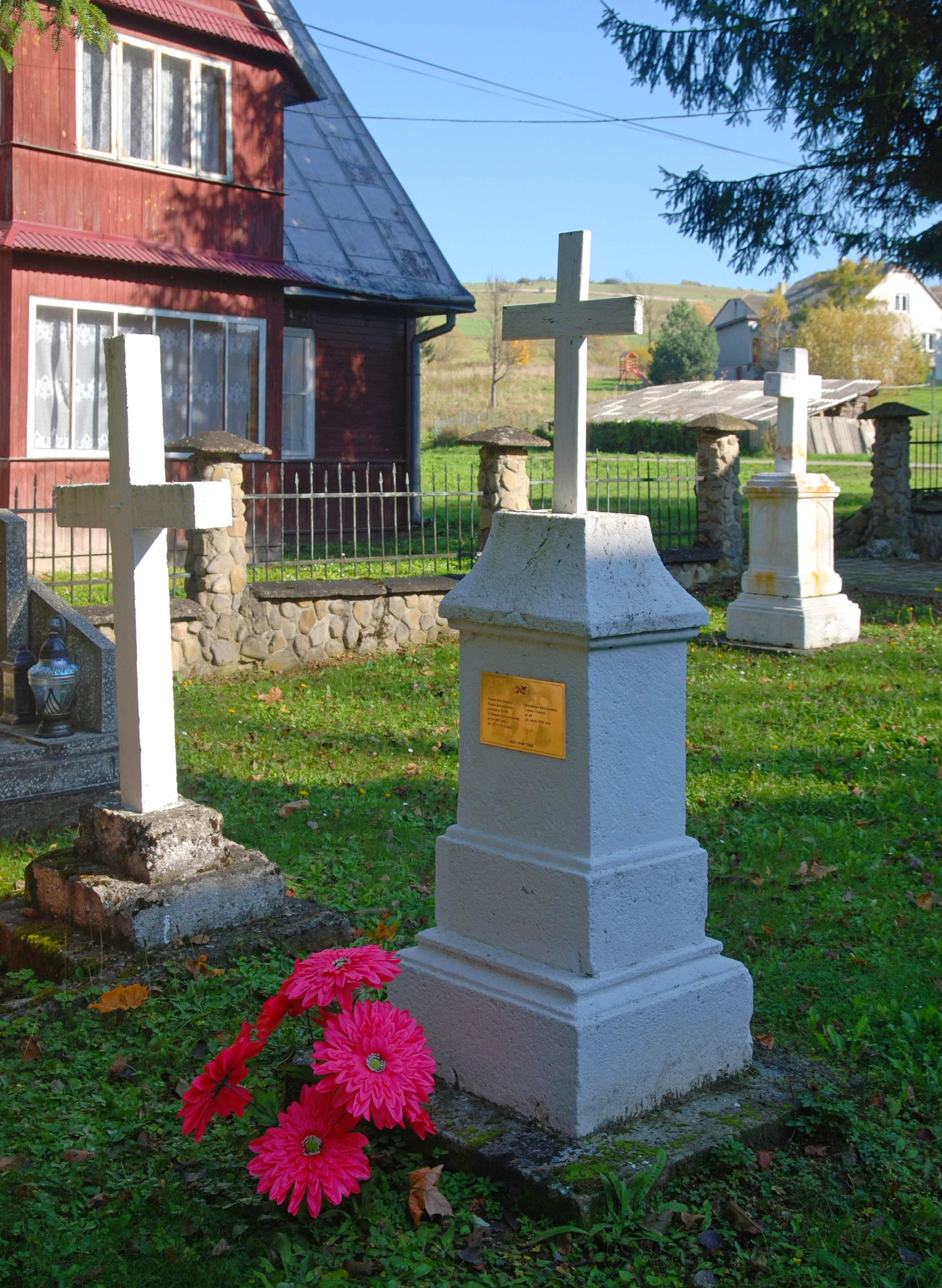
Cmentarz przycerkiewny
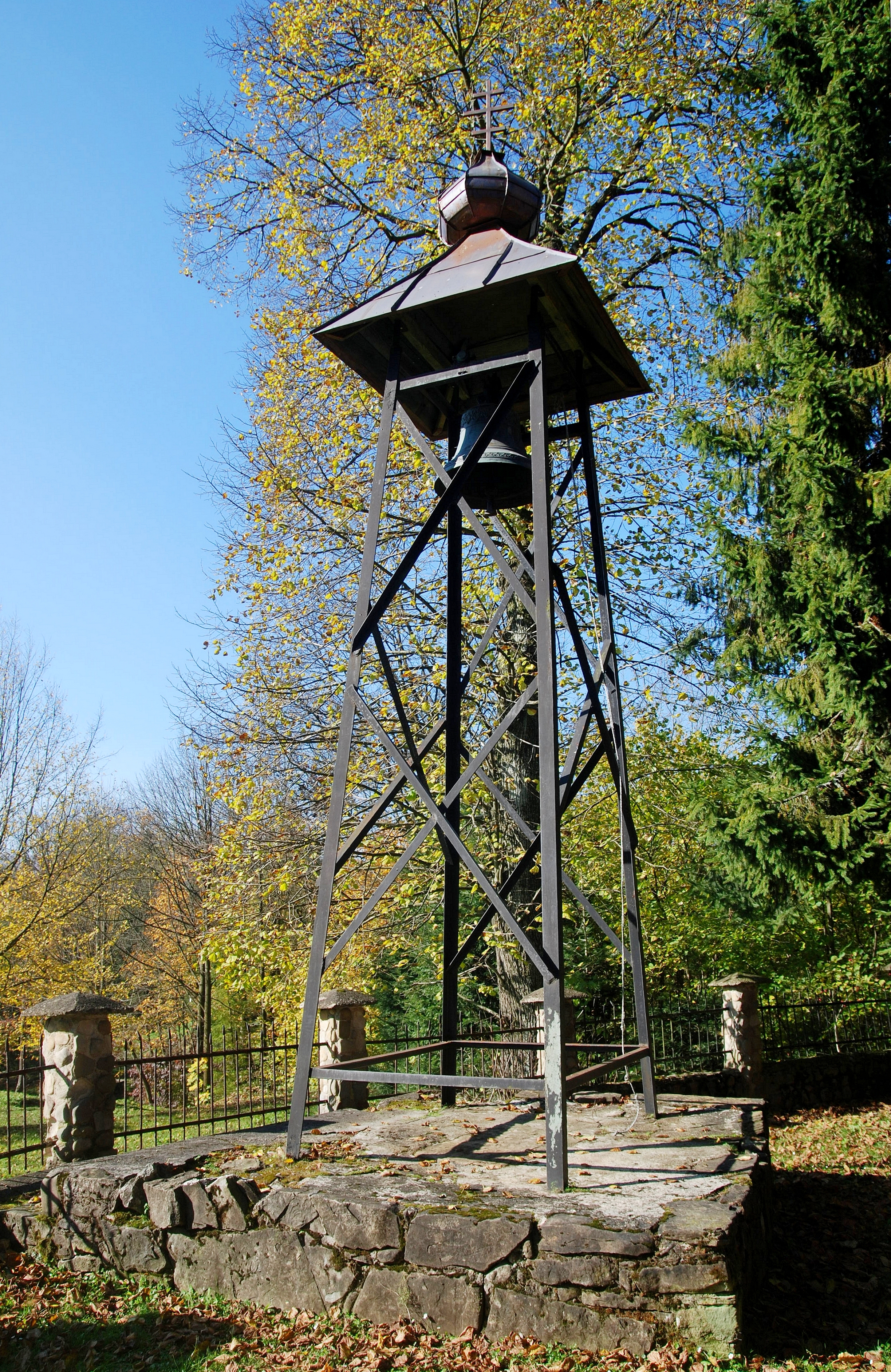
Dzwonnica
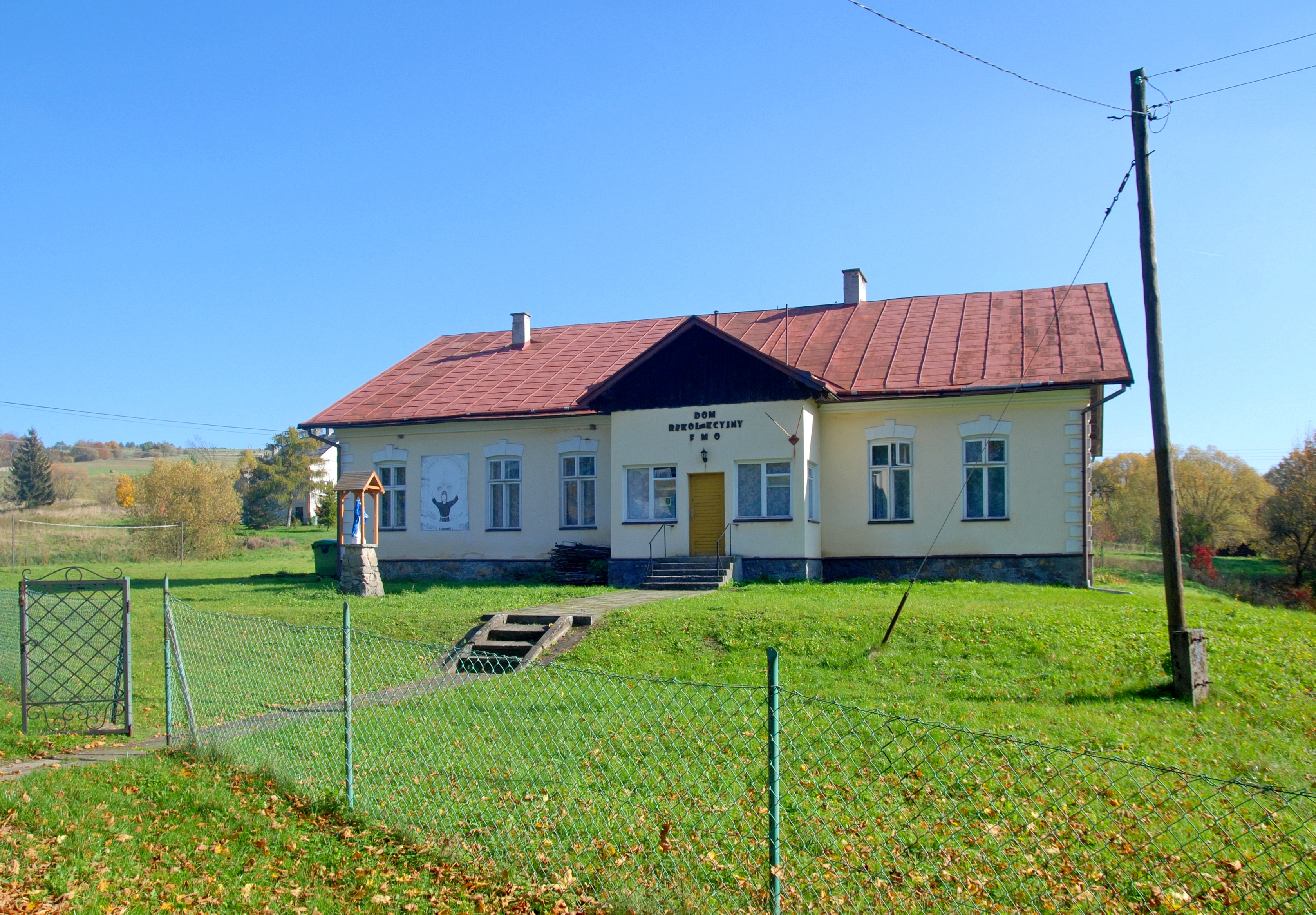
W otoczeniu: dom rekolekcyjny